# Crossodactylodes
Crossodactylodes és un gènere de granotes de la família Leptodactylidae que es troba al Brasil.

## Taxonomia
- Crossodactylodes bokermanni
- Crossodactylodes izecksohni
- Crossodactylodes pintoi